# Distretto di Qaraqiâ
Il distretto di Qaraqiâ (in kazako: Қарақия  ауданы) è un distretto (audan) del Kazakistan situato nella regione di Mangghystau; ha per capoluogo Qūryq.